# Megaerops niphanae
Megaerops niphanae é uma espécie de morcego da família Pteropodidae. Pode ser encontrada na Índia, Tailândia, Laos, Camboja e Vietnã.